# Bata Corporation
Bata Corporation (Bata) er en schweizisk multinational fodtøjsvirksomhed. De producerer årligt 150 mio. par sko, desuden har Bata 5.300 skobutikker i over 70 lande. Bata har 21 fabrikker i 18 lande. På verdensplan er der over 32.000 ansatte.
Foruden Bata-mærket har de mærkerne: AW Lab, North Star, Power, Bubblegummers, Sprint, Weinbrenner, Sandak og Toughees.
Skofabrikken T. & A. Baťa blev etableret 21. september 1894.